# Alexander Mackenzie (explorateur)
Pour les articles homonymes, voir Alexander Mackenzie et Mackenzie.
Alexander Mackenzie (Stornoway, 1764 - Mulinearn, près de Dunkeld, 12 mars 1820) est un explorateur canadien d'origine écossaise.

## Biographie
Il est né près de Stornoway, sur l'île de Lewis dans l'archipel des Hébrides extérieures. En 1774, sa famille déménage à New York. Son père, engagé dans l'armée anglaise pendant la guerre d'indépendance des États-Unis, le fit élever à Montréal où il rentra en apprentissage à quinze ans dans une compagnie se livrant à la traite des fourrures dans la région des Grands Lacs. Plus tard le jeune négociant fut engagé par la Compagnie du Nord-Ouest (North West Company) dont il devint associé.
Il est reconnu pour avoir découvert le fleuve Mackenzie le 10 juillet 1789 qu'il a descendu en canoë depuis le fort Chippewyan, dans l'espoir de trouver un passage nord-ouest vers l'océan Pacifique. Mais il a atteint finalement l'océan Arctique. Le 12 septembre 1789, il est de retour au fort Chippewyan.  
En 1791 il se rend en Angleterre pour mettre à jour ses connaissances sur la mesure de la longitude et les dernières découvertes des navigateurs dans le nord-ouest. Il repart en 1792 à la recherche du passage vers le Pacifique et traverse les montagnes Rocheuses. Il emprunte le cours amont du fleuve Fraser, puis traverse la chaîne Côtière et atteint la côte ouest du Canada le 22 juillet à Bella Coola river. Plusieurs Canadiens-français lui permirent en bonne partie de réussir son exploration. Pour le voyage de 1793 vers le Pacifique, il était accompagné de Charles Doucette, Joseph Landry, François Beaulieu, Baptiste Bisson, François Courtois et Jacques Beauchamp, ainsi qu'une famille dénée (Premières Nations).   
Mais les routes découvertes par lui - à l'aide des Amérindiens, qu'il savait habilement mener - étaient inexploitables pour un trafic commercial.  
Dans la culture populaire canadienne, Alexander Mackenzie est un explorateur de premier plan de l'époque héroïque des découvertes de la mer Arctique et du Pacifique. Il a donné son nom au grand fleuve, ce fleuve qui se dit Deh Cho en langue athapascane. Mais Alexander Mackenzie n'a rien fait tout seul et par lui-même, contrairement à la croyance populaire — victime des versions officielles des autorités, versions mal intentionnées qui vise à faire la promotion d'un seul point de vue au détriment des autres. Il en résulte un silence persistant à propos des Premières Nations, des Métis et des Canadiens-français. Bref, ce sont des Dénés qui lui ont fait visiter leur pays. Avant Mackenzie, les Dénés avaient reçu et initié bon nombre de Canadiens-français qui participèrent, eux aussi, aux explorations de l'explorateur officiel.
En 1804, il est élu député de Huntingdon à la Chambre d'assemblée du Bas-Canada. Il ne participe qu'à la première session parlementaire et appuie le Parti bureaucrate.

## Bibliographie

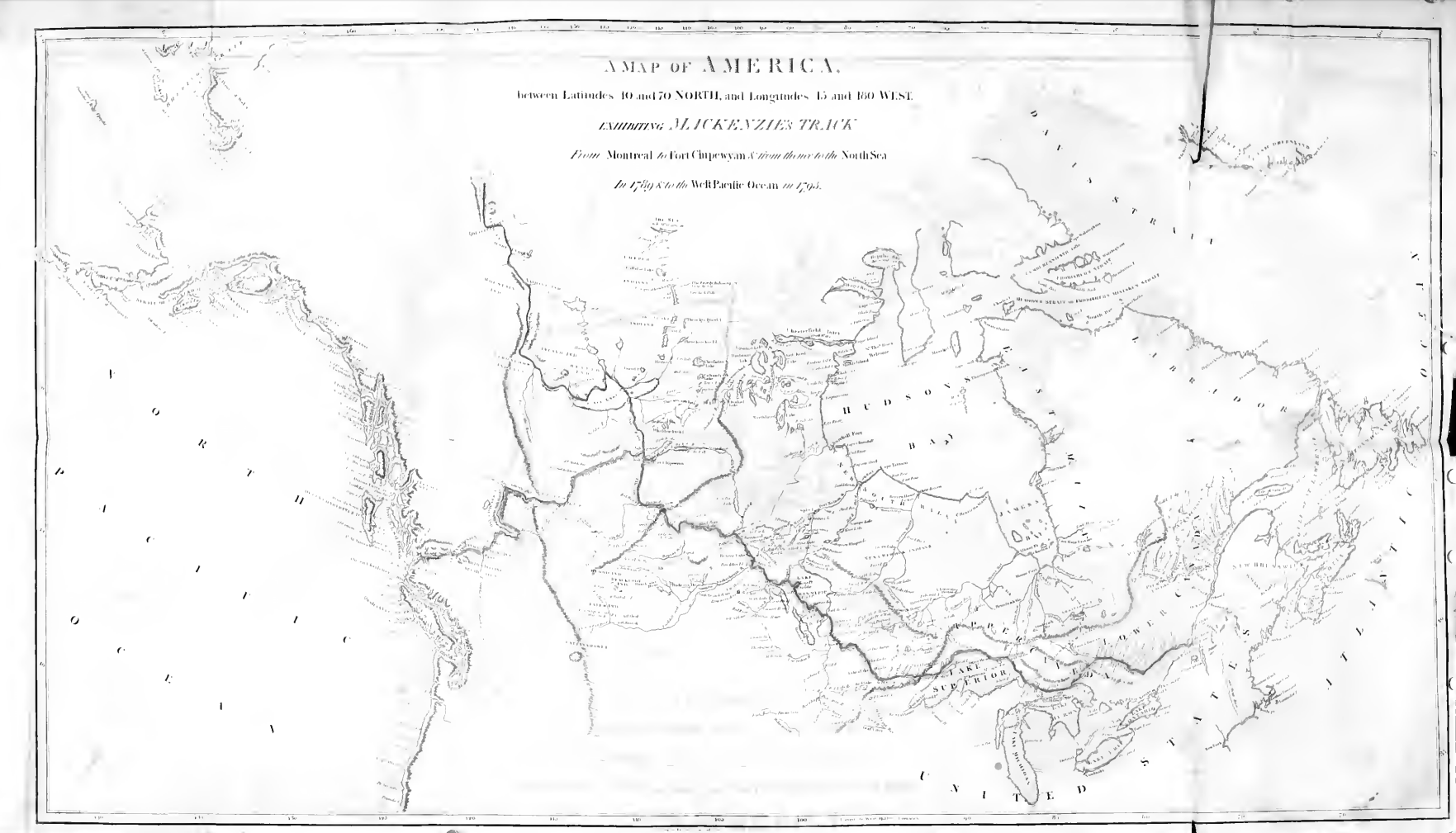
Carte extraite de Voyages from Montreal, on the river St. Laurence, through the continent of North America, … d'Alexander Mackenzie.